# Tierras Bajas de la cuenca del Mar Negro

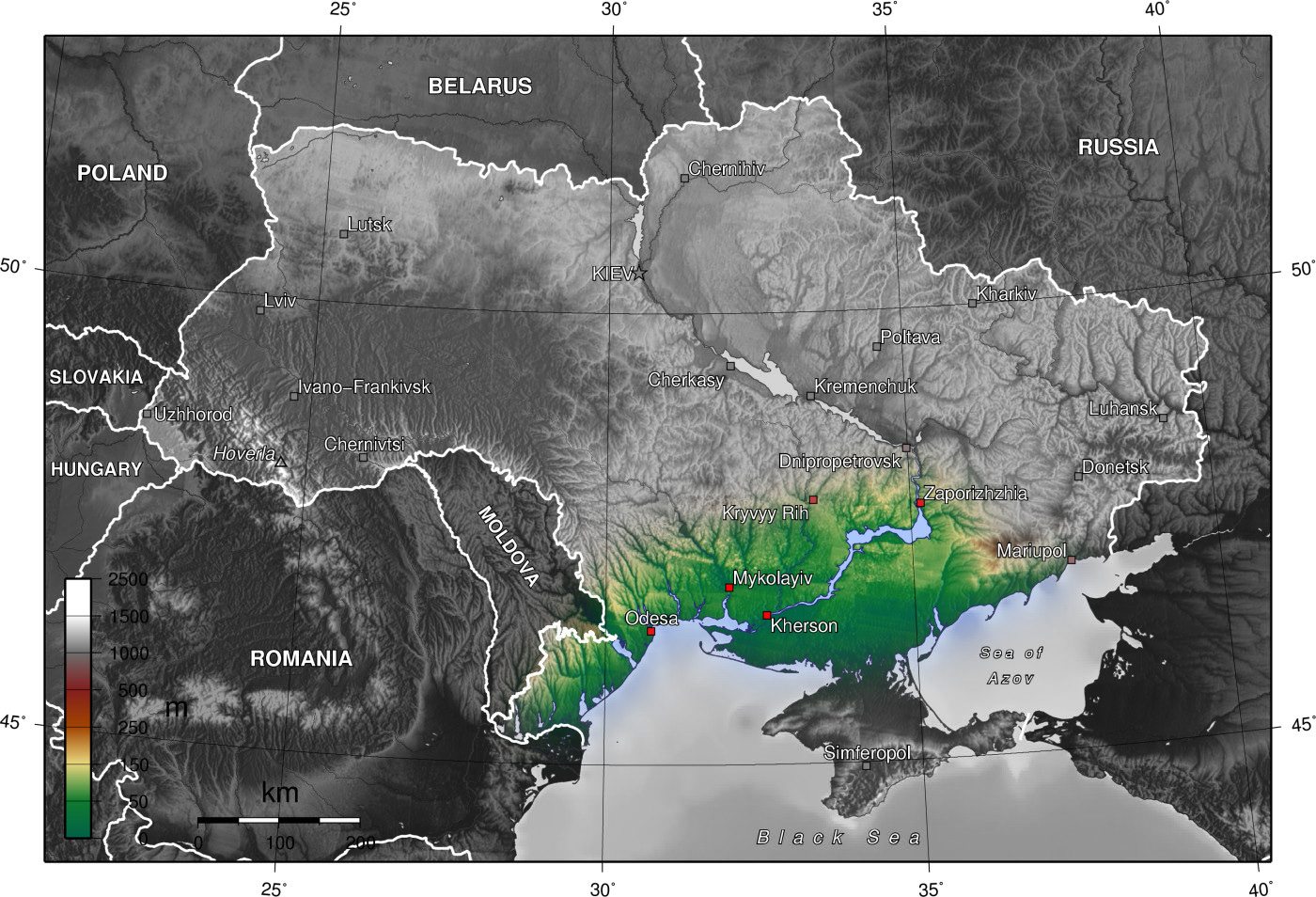
Las "Tierras Bajas de la cuenca del Mar Negro" están marcadas con el color verde

Las Tierras Bajas de la cuenca del Mar Negro o la depresión del Mar Negro (en ucraniano: Причорноморська низовина, en rumano: Câmpia Mării Negre, en ruso: Причерноморская низменность) son las tierras bajas del sur de Ucrania y Moldavia que forman parte de la llanura europea oriental. Es un plano inclinado ligeramente hacia el sur de la llanura adyacente a los mares Negro y Azov. La 
depresión del mar Negro está situada entre la delta del río Danubio al oeste y el río Kalmius al este. Las alturas van desde -5 m (cerca del estuario del Kuialnik) hasta 1502 m, con un promedio de 90 a 150 m.
Las Tierras Bajas de la cuenca del Mar Negro están compuestas de sedimentos marinos del Paleógeno y Neógeno (piedra caliza, arena, arcilla) cubierta de loess.
Las llanuras son atravesadas (con una serie de terrazas) por las anchas valles de los ríos Dniéper, Bug Meridional, y Dniéster entre otros. La costa es mayoritariamente escarpada y a menudo se producen deslizamientos de tierra. Cerca del mar hay muchos limanes profundos, como el Dniéper, Dniéster, y otros que sobresalen en el mar.
Predominan paisajes esteparios con chernozems y suelos de color castaño oscuro. La mayoría de las estepas son labradas y se utilizan como tierras agrícolas.